# 構造物

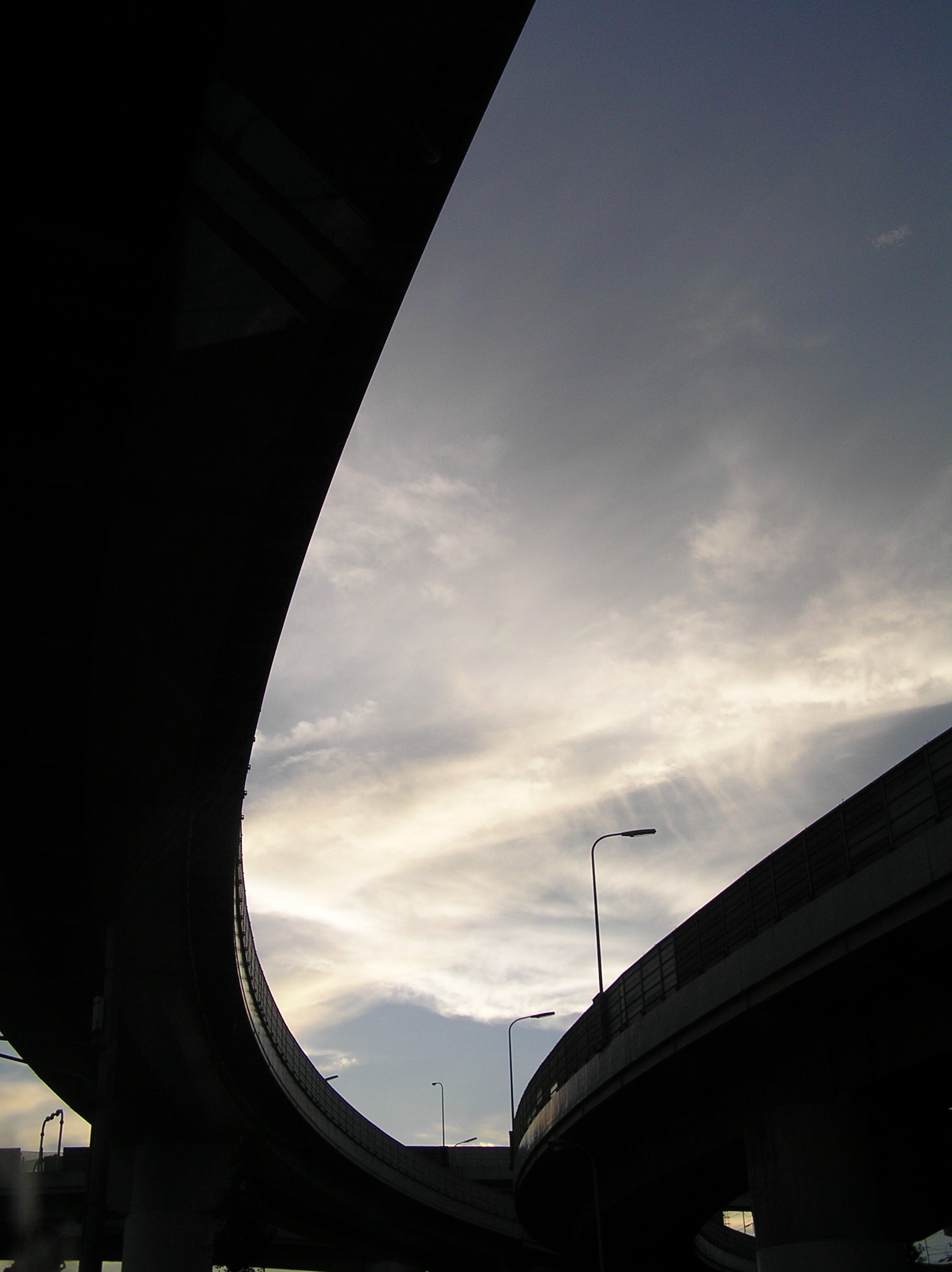
コンクリート構造物の高速道路

構造物（こうぞうぶつ、英語: structure）とは、道路、ビル、ダム、堤防などのように複数の材料や部材などから構成され、基礎などにより重量を支えられた構造で造作されたもの。
空港、高速道路、高層ビル、駅、港湾などのようにコンクリート構造で作られたコンクリート構造物、鋼橋、工場、その他の鉄骨建造物などのように主要な部材が鋼材である鋼構造物、堤防、盛土、土手などのように土を使用した土構造物など、使用する材質によっていくつかに分類される。建築を除外した土木工学で扱う構造物は特に土木構造物と呼ばれることがある。
「土木・建築にかかる設計の基本」(国土交通省) (PDF) では、構造物とは、「目的とする機能を持ち、作用に対して抵抗することを意図として人為的に構築されるもの」としている。

## 複合構造物
「複合構造物」には、つぎのとおりいくつかのことなる意味がある。
1. 構造物のうち、主要躯体が異なる材料や、構造体、たとえば重力式（剛体構造物）と矢板式（たわみ構造物）との複合構造、といったもの。代表格は港湾等の鋼・コンクリート複合構造の一種である鋼板とコンクリートとの合成構造形式で製作されたハイブリッドケーソン、護衛艦のマック（煙突とマストの複合構造物）など。鉄道構造物などでは、鉄道構造物等設計標準・同解説 鋼とコンクリートの複合構造物（鉄道総合技術研究所編）などで示されている。
2. 建築物と土木構造物が複合した構造物。代表的なものとしては上下水道施設（水処理施設、浄水場、下水処理場、配水池 、給水棟など）などがあり、社団法人日本下水道協会「下水道施設の耐震対策指針と解説」「下水道施設耐震 計算例-処理場・ポンプ場編」などではⅣ類（複合構造物）としている。
3. 用途の異なる構造物群の複合体。ボロブドゥール寺院遺跡群#パオン寺院/ボロブドゥール遺跡一帯がこれらを含む多数の寺院群で構成された巨大な仏教複合構造物ではないかと推測されている。